# Kość piszczelowa

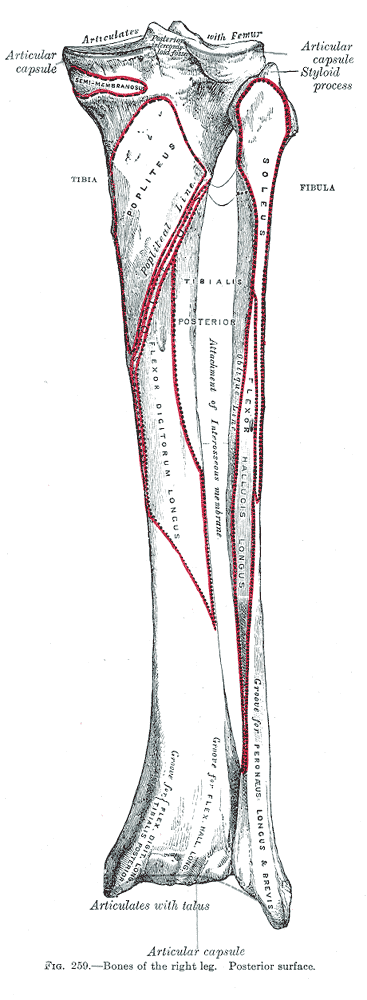
kość piszczelowa (tibia) i strzałkowa (fibula)

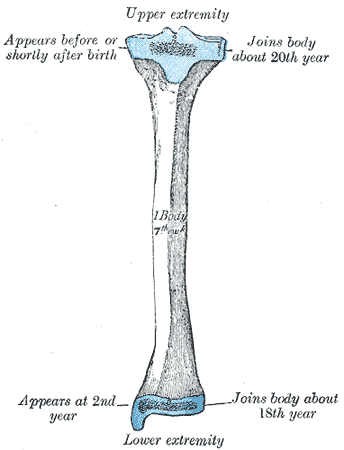
kość piszczelowa

Kość piszczelowa, piszczel (łac. tibia) – podstawowa kość goleni, leżąca po stronie przyśrodkowej. Koniec bliższy ukształtowany jest w postaci kłykcia bocznego i przyśrodkowego; ich powierzchnie stawowe wchodzą w skład stawu kolanowego. Między kłykciami leży tzw. wyniosłość międzykłykciowa, która składa się z dwóch guzków – bocznego i przyśrodkowego. U podstawy kłykcia bocznego na jego tylno-bocznej powierzchni znajduje się powierzchnia stawowa strzałkowa, która służy do połączenia z głową strzałki. Trzon kości piszczelowej ma przekrój trójkątny, najbardziej widoczny jest brzeg przedni, który rozpoczyna się poniżej kłykci guzowatością piszczeli. Brzeg przedni kości piszczelowej i jej powierzchnia przyśrodkowa pokryte są tylko skórą i są dobrze wyczuwalne przez skórę. Po stronie bocznej dalszej kości piszczelowej znajduje się wcięcie strzałkowe. Dolna powierzchnia nasady tworzy powierzchnię stawową dolną i służy do połączenia z kością skokową, wchodzącą w skład kości stopy. U konia kość piszczelowa wyróżnia się obecnością kostki bocznej po bocznej stronie ślimaka. Psy i świnie mają w jego miejscu wcięcie strzałkowe.

## Kość piszczelowa człowieka
U człowieka w kości piszczelowej można wyróżnić posiadający trzy powierzchnie i trzy brzegi trzon kości piszczelowej i dwa jej końce (bliższy i dalszy, czyli odpowiednio proksymalny i dystalny).
Osobliwością kości piszczelowej jest brak głowy.

### Trzon (corpus)
Jest on stosunkowo długi. Kość piszczelowa bowiem jest drugą pod względem długości kością w organizmie ludzkim. Trzy brzegi dzielą go na trzy powierzchnie.

#### Powierzchnie
Powierzchnia przyśrodkowa (facies medialis), położona poniżej guzowatości kości piszczelowej (tuberositas tibiae) i szeroka zwłaszcza w swej górnej części, leży stosunkowo powierzchownie, w związku z czym można ją wyczuć palpacyjnie, ale także jest wrażliwa na urazy. Przyczepiają się do niej następujące mięśnie:
- mięsień krawiecki (musculus sartorius),
- mięsień półścięgnisty (m. semitendinosus),
- mięsień smukły (m. gracilis).

Powierzchnia tylna (facies posterior), jak sama nazwa wskazuje, położona jest po tylnej stronie kości. Najbardziej charakterystyczną strukturą na tej powierzchni jest kresa mięśnia płaszczkowatego (linea musculi solei). Przebiega ona skośnie, schodząc przyśrodkowo w górnej części opisywanej tu powierzchni i dzieląc pola przyczepów mięśni podkolanowego (m. popiliteus), położonego powyżej, oraz piszczelowego tylnego (m. tibialis posterior) i zginacza długiego palców (m. flexor digitorum longus), leżących poniżej kresy. Wymienić należy jeszcze także otwór odżywczy (foramen nutricium), którym naczynia krwionośne odżywiające tkankę kostną wchodzą do jej środka.
Jest jeszcze powierzchnia boczna (facies lateralis). Stanowi ona powierzchnię przyczepu mięśnia piszczelowego przedniego (musculus tibialis anterior). Pokrywają ją też ścięgna (tendines) następujących mięśni:
- wspomnianego już m. piszczelowego i przedniego (tendo musculi tibialis anterioris),
- prostownika długiego palców (t. musculi extensoris digitorum longi),
- prostownika długiego palucha (t. musculi extensoris pollucis longi).

#### Brzegi (margines)

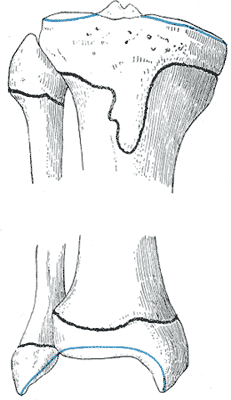
koniec bliższy i dalszy
niebieski — linia przyczepu warstwy maziowej torebki stawowej
czarny — linia nasadowa

Najbardziej rzucający się w oczy (zarówno w przypadku „gołej” kości, jak i żywej kończyny, gdyż leży częściowo powierzchownie pod skórą) jest brzeg przedni (margo anterior), zwany też grzebieniem przednim (crista anterior). Rozciąga się esowato od położonej w pobliżu proksymalnego końca kości guzowatości piszczeli (tuberositas tibiae) do kostki przyśrodkowej (malleolus medialis).
Wyróżnia się także brzeg przyśrodkowy (margo medialis), najwyraźniejszy w swej środkowej części, znacznie mniej zaś przy końcach kości. Bocznie od obu poprzednich znajduje się brzeg boczny, zwany też międzykostnym (margo interosseus). Łączy się z nim błona międzykostna goleni (membrana interossea cruris). Nie jest on zbyt gruby, lecz wydatny. Oprócz tego wyróżnia się jeszcze brzeg podpanewkowy (margo infraglenoidalis), zaliczany do końca bliższego kości. Jest on wyczuwalny u osoby żywej.

### Koniec bliższy (extremitas proxymalis)
Koniec ten wchodzi w skład stawu kolanowego (articulatio genu). W związku z tym występują tu powierzchnie stawowe (facies articulares). Stosuje się do nich miano powierzchni stawowej górnej (facies articularis superior). Jest ona podzielona na dwie części, znajdujące się na dwóch kłykciach: przyśrodkowym i bocznym (condyli: medialis et lateralis), przy czym ta leżąca na przyśrodkowym jest nieco większa i głębsza. Powierzchnie te pokrywa chrząstka szklista, charakterystyczna dla stawów. Oba kłykcie dzieli leżąca we wgłębieniu wyniosłość międzykłykciowa (eminentia intercondylaris vel intercondyloidea). Bocznie i przyśrodkowo od niej znajdują się guzki międzykłykciowe przyśrodkowy i boczny (tuberculi intercondylares medialis et lateralis). Natomiast z przodu i z tyłu wyniosłości rozpościerają się dwa pola międzykłykciowe: przednie i tylne (areae intercondylares: anterior et posterior). Są one miejscem przyczepu odpowiednich więzadeł krzyżowych: przedniego i tylnego (ligamenta cruciata: anterius et posterius). Zaznaczyć należy także, że pól międzykłykciowych czepia się łąkotka przyśrodkowa (lemniscus medialis), guzków natomiast boczna (lemniscus lateralis).
Koniec proksymalny kości piszczelowej obejmuje także jej guzowatość (tuberositas tibiae). Służy ono za miejsce przyczepu więzadła rzepki (ligamentum patellae).

### Koniec dalszy (extremitas distalis)
Powierzchnia przyśrodkowa kości piszczelowej przedłuża się w charakterystyczną kostkę przyśrodkową (malleolus medialis). Przebiega na niej bruzda kostkowa (sulcus malleolaris). Kostka przyśrodkowa jest dobrze wyczuwalna.
Koniec dalszy, z kolei, tworzy staw skokowy. Znajduje się tam powierzchnia stawowa dolna (facies articularis inferior), a także powierzchnia boczna, zwana też powierzchnią stawową kostki (facies articularis malleli).